# Täkusäär
Täkusäär ist eine Halbinsel in der Landgemeinde Saaremaa im Kreis Saare auf der größten estnischen Insel Saaremaa. Die Halbinsel befindet sich im Kübassaare maastikukaitseala. Die Halbinsel bildet den äußeren Osten von Saaremaa. Südlich der Halbinsel liegt die Insel Rublakare.
Die Halbinsel ist 200 Meter lang und 25 Meter breit.